# Verband deutscher Museums- und Touristikbahnen
Der Verband deutscher Museums- und Touristikbahnen (VDMT) ist ein in Deutschland tätiger Verband, der die angeschlossenen Vereine beim Erhalt von privaten Schienenfahrzeugsammlungen und den damit betriebenen Museumsbahnen unterstützt. Der Verband ist in die öffentliche Liste über die Registrierung von Verbänden und deren Vertretern, umgangssprachlich Lobby-Liste, des Deutschen Bundestags eingetragen. Die Mitglieder sind zu über 80 Prozent Vereine. Doch ist der Verband auch offen für Werkstätten, Ingenieurbüros, Verlage oder Einzelpersonen, die sich mit den Zielsetzungen des Verbandes verbunden fühlen.
Der Verband repräsentiert mit seinen Mitgliedern einen Bestand von rund 100 betriebsfähigen Lokomotiven und Triebwagen. Darunter sind mehr als die Hälfte betriebsfähige Dampflokomotiven. Mit diesen und den dazugehörenden nahezu tausend betriebsfähigen Wagen wurden im Jahre 1998 mehr als zwei Millionen Fahrgäste befördert.
Initiiert wurde der Verband deutscher Museums- und Touristikbahnen 1992 durch den damaligen Vizepräsidenten des Bundesverbands Deutscher Eisenbahn-Freunde (BDEF). Die effektive Gründung fand dann mit 42 Gründungsmitgliedern 1993 im Eisenbahnmuseum Bochum in Bochum-Dahlhausen statt, das von der Deutschen Gesellschaft für Eisenbahngeschichte (DGEG) initiiert und betrieben wird.